# Michel Victor Marziou
Pour les articles homonymes, voir Marziou.
Michel Victor Marziou né à Brest le 29 septembre 1814 et mort à Lourdes le 21 mai 1890, est un important armateur havrais du XIXe siècle.

## Biographie
Armateur, marié à Émilie Louise Céline Lavenue et père de famille résidant à Ingouville, près du Havre, le nom de cet affairiste introduit dans les milieux catholiques est associé à la Société de l'Océanie, puis, avec son associé Langlois, à la Loterie des lingots d'or pour laquelle il assure le transport des chercheurs d'or français vers San Francisco via le Cap Horn au moment de la ruée vers l'or en Californie, de 1851 à 1853.
Au Havre, ce catholique est le fondateur de la conférence de la Société de Saint-Vincent-de-Paul, qu'il préside dès 1841. Cette même année, il est employé à l'administration des Douanes du Havre, comme indiqué dans l'acte de naissance de sa fille à Ingouville.
Appuyé par la Banque Rothschild pour contrer les frères Pereire, Marziou inaugure deux liaisons transatlantiques (l'une entre le Havre et New York, l'autre reliant Saint-Nazaire aux Antilles et à Aspinwall, dont l'exploitation a été approuvée par décret du 20 février 1858), avant de disparaître dans les années 1850, faute d'investisseurs pour développer ces lignes.